# 일본의 재무대신
재무대신(일본어: 財務大臣, ざいむだいじん 자이무다이진[*])은 재무성의 장으로, 국무대신이다.

## 역할
- 재무대신은 예산, 세제, 재무정책, 국고, 국유 재산 관리를 담당한다.

## 역대 대신

### 대장경
| 대수 | 이름                         | 임기                              | 비고                                        |
| ---- | ---------------------------- | --------------------------------- | ------------------------------------------- |
| 초대 | 마쓰다이라 슌가쿠 (松平春嶽) | 1869년 9월 16일~1869년 9월 29일   | 후쿠시마 번 1869년 7월 8일부터 민부경 겸임  |
| 2대  | 다테 무네나리 (伊達宗城)     | 1869년 10월 16일~1871년 6월 14일  | 우와지마 번 1870년 7월 10일부터 민부경 겸임 |
| 3대  | 오쿠보 도시미치 (大久保利通) | 1871년 8월 13일~1873년 10월 12일  | 사쓰마 번                                   |
| 4대  | 오쿠마 시게노부 (大隈重信)   | 1873년 10월 25일~1880년 2월 28일  | 히젠 번                                     |
| 5대  | 사노 쓰네타미 (佐野常民)     | 1880년 2월 28일~1881년 10월 21일  | 히젠 번                                     |
| 6대  | 마쓰카타 마사요시 (松方正義) | 1881년 10월 21일~1885년 12월 22일 | 사쓰마 번                                   |

### 대장대신
| 대수      | 이름                             | 내각                             | 내각                                         | 임기                              | 소속 정당                        | 비고              |
| --------- | -------------------------------- | -------------------------------- | -------------------------------------------- | --------------------------------- | -------------------------------- | ----------------- |
| 초대      | 마쓰카타 마사요시 (松方正義)     | 제1차 이토 내각                  | 제1차 이토 내각                              | 1885년 12월 22일~1888년 4월 30일  |                                  |                   |
| 초대      | 마쓰카타 마사요시 (松方正義)     | 구로다 내각                      | 구로다 내각                                  | 1888년 4월 30일~1889년 10월 25일  |                                  |                   |
| 초대      | 마쓰카타 마사요시 (松方正義)     | 산조 잠정 내각                   | 산조 잠정 내각                               | 1889년 10월 25일~1889년 12월 24일 |                                  |                   |
| 초대      | 마쓰카타 마사요시 (松方正義)     | 제1차 야마가타 내각              | 제1차 야마가타 내각                          | 1889년 12월 24일~1891년 5월 6일   |                                  |                   |
| 초대      | 마쓰카타 마사요시 (松方正義)     | 제1차 마쓰카타 내각              | 제1차 마쓰카타 내각                          | 1891년 5월 6일~1892년 8월 8일     |                                  |                   |
| 2대       | 와타나베 구니타케 (渡辺国武)     | 제2차 이토 내각                  | 제2차 이토 내각                              | 1892년 8월 8일~1896년 3월 17일    |                                  |                   |
| 3대       | 마쓰카타 마사요시 (松方正義)     | 제2차 이토 내각                  | 제2차 이토 내각                              | 1896년 3월 17일~1896년 8월 27일   |                                  |                   |
| 4대       | 와타나베 구니타케 (渡辺国武)     | 제2차 이토 내각                  | 제2차 이토 내각                              | 1896년 8월 27일~1896년 9월 18일   |                                  |                   |
| 5대       | 마쓰카타 마사요시 (松方正義)     | 제2차 마쓰카타 내각              | 제2차 마쓰카타 내각                          | 1896년 9월 18일~1898년 1월 12일   |                                  |                   |
| 6대       | 이노우에 가오루 (井上馨)         | 제3차 이토 내각                  | 제3차 이토 내각                              | 1898년 1월 12일~1898년 6월 30일   |                                  |                   |
| 7대       | 마쓰다 마사히사 (松田正久)       | 제1차 오쿠마 내각                | 제1차 오쿠마 내각                            | 1898년 6월 30일~1898년 11월 8일   | 헌정당                           |                   |
| 8대       | 마쓰카타 마사요시 (松方正義)     | 제2차 야마가타 내각              | 제2차 야마가타 내각                          | 1898년 11월 8일~1900년 10월 19일  |                                  |                   |
| 9대       | 와타나베 구니타케 (渡辺国武)     | 제4차 이토 내각                  | 제4차 이토 내각                              | 1900년 10월 19일~1901년 5월 14일  | 입헌정우회                       |                   |
| 임시 겸임 | 사이온지 긴모치 (西園寺公望)     | 제4차 이토 내각                  | 제4차 이토 내각                              | 1901년 5월 14일~1901년 6월 2일    | 입헌정우회                       |                   |
| 10대      | 소네 아라스케 (曾禰荒助)         | 제1차 가쓰라 내각                | 제1차 가쓰라 내각                            | 1901년 6월 2일~1906년 1월 7일     |                                  |                   |
| 11대      | 사카타니 요시로 (阪谷芳郎)       | 제1차 사이온지 내각              | 제1차 사이온지 내각                          | 1906년 1월 7일~1908년 1월 14일    |                                  |                   |
| 12대      | 마쓰다 마사히사 (松田正久)       | 제1차 사이온지 내각              | 제1차 사이온지 내각                          | 1908년 1월 14일~1908년 7월 14일   | 입헌정우회                       |                   |
| 13대      | 가쓰라 다로 (桂太郎)             | 제2차 가쓰라 내각                | 제2차 가쓰라 내각                            | 1908년 7월 14일~1911년 8월 30일   |                                  | 내각총리대신 겸임 |
| 14대      | 야마모토 다쓰오 (桂太郎)         | 제2차 사이온지 내각              | 제2차 사이온지 내각                          | 1911년 8월 30일~1912년 12월 21일  |                                  |                   |
| 15대      | 와카쓰키 레이지로 (若槻禮次郎)   | 제3차 가쓰라 내각                | 제3차 가쓰라 내각                            | 1912년 12월 21일~1913년 2월 20일  |                                  |                   |
| 16대      | 다카하시 고레키요 (高橋是清)     | 제1차 야마모토 내각              | 제1차 야마모토 내각                          | 1913년 2월 20일~1914년 4월 16일   | 입헌정우회                       |                   |
| 17대      | 와카쓰키 레이지로 (若槻禮次郎)   | 제2차 오쿠마 내각                | 제2차 오쿠마 내각                            | 1914년 4월 16일~1915년 8월 10일   |                                  |                   |
| 18대      | 다케토미 도키토시 (武富時敏)     | 제2차 오쿠마 내각                | 제2차 오쿠마 내각                            | 1915년 8월 10일~1916년 10월 19일  | 입헌동지회                       |                   |
| 19대      | 데라우치 마사타케 (寺内正毅)     | 데라우치 내각                    | 데라우치 내각                                | 1916년 10월 19일~1916년 12월 16일 |                                  | 내각총리대신 겸임 |
| 20대      | 쇼다 가즈에 (勝田主計)           | 데라우치 내각                    | 데라우치 내각                                | 1916년 12월 16일~1918년 9월 29일  |                                  |                   |
| 21대      | 다카하시 고레키요 (高橋是清)     | 하라 내각                        | 하라 내각                                    | 1918년 9월 29일~1921년 11월 13일  | 입헌정우회                       |                   |
| 21대      | 다카하시 고레키요 (高橋是清)     | 다카하시 내각                    | 다카하시 내각                                | 1921년 11월 13일~1922년 6월 12일  | 입헌정우회                       |                   |
| 22대      | 이치키 오토히코 (市来乙彦)       | 가토 도모사부로 내각             | 가토 도모사부로 내각                         | 1922년 6월 12일~1923년 9월 2일    |                                  |                   |
| 23대      | 이노우에 준노스케 (井上準之助)   | 제2차 야마모토 내각              | 제2차 야마모토 내각                          | 1923년 9월 2일~1924년 1월 7일     |                                  |                   |
| 24대      | 쇼다 가즈에 (勝田主計)           | 기요우라 내각                    | 기요우라 내각                                | 1924년 1월 7일~1924년 6월 11일    |                                  |                   |
| 25대      | 하마구치 오사치 (濱口雄幸)       | 가토 다카아키 내각               | 가토 다카아키 내각                           | 1924년 6월 11일~1925년 6월 3일    | 헌정회                           |                   |
| 26대      | 하야미 세이지 (早速整爾)         | 가토 다카아키 내각               | 가토 다카아키 내각                           | 1925년 6월 3일~1925년 9월 19일    | 헌정회                           |                   |
| 27대      | 가타오카 나오하루 (片岡直温)     | 가토 다카아키 내각               | 가토 다카아키 내각                           | 1925년 9월 19일~1926년 1월 30일   | 헌정회                           |                   |
| 27대      | 가타오카 나오하루 (片岡直温)     | 제1차 와카쓰키 내각              | 제1차 와카쓰키 내각                          | 1926년 1월 30일~1927년 4월 20일   | 헌정회                           |                   |
| 28대      | 다카하시 고레키요 (高橋是清)     | 다나카 기이치 내각               | 다나카 기이치 내각                           | 1927년 4월 20일~1927년 6월 2일    | 입헌정우회                       |                   |
| 29대      | 미쓰치 주조 (三土忠造)           | 다나카 기이치 내각               | 다나카 기이치 내각                           | 1927년 6월 2일~1929년 7월 2일     | 입헌정우회                       |                   |
| 30대      | 이노우에 준노스케 (井上準之助)   | 하마구치 내각                    | 하마구치 내각                                | 1929년 7월 2일~1931년 4월 14일    | 입헌민정당                       |                   |
| 30대      | 이노우에 준노스케 (井上準之助)   | 제2차 와카쓰키 내각              | 제2차 와카쓰키 내각                          | 1931년 4월 14일~1931년 12월 31일  | 입헌민정당                       |                   |
| 31대      | 다카하시 고레키요 (高橋是清)     | 이누카이 내각                    | 이누카이 내각                                | 1931년 12월 31일~1932년 5월 26일  | 입헌정우회                       |                   |
| 31대      | 다카하시 고레키요 (高橋是清)     | 사이토 내각                      | 사이토 내각                                  | 1932년 5월 26일~1934년 7월 8일    | 입헌정우회                       |                   |
| 32대      | 후지이 사다노부 (藤井真信)       | 오카다 내각                      | 오카다 내각                                  | 1934년 7월 8일~1934년 11월 27일   |                                  |                   |
| 33대      | 다카하시 고레키요 (高橋是清)     | 오카다 내각                      | 오카다 내각                                  | 1934년 11월 27일~1936년 2월 27일  | 입헌정우회                       |                   |
| 34대      | 마치다 주지 (町田忠治)           | 오카다 내각                      | 오카다 내각                                  | 1936년 2월 27일~1936년 3월 9일    |                                  |                   |
| 35대      | 바바 에이이치 (馬場鍈一)         | 히로타 내각                      | 히로타 내각                                  | 1936년 3월 9일~1937년 2월 2일     |                                  |                   |
| 36대      | 유키 도요타로 (結城豊太郎)       | 하야시 내각                      | 하야시 내각                                  | 1937년 2월 2일~1937년 6월 4일     |                                  |                   |
| 37대      | 가야 오키노리 (賀屋興宣)         | 제1차 고노에 내각                | 제1차 고노에 내각                            | 1937년 6월 4일~1938년 5월 26일    |                                  |                   |
| 38대      | 이케다 시게아키 (池田成彬)       | 제1차 고노에 내각                | 제1차 고노에 내각                            | 1938년 5월 26일~1939년 1월 5일    |                                  |                   |
| 39대      | 이시와타 소타로 (石渡荘太郎)     | 히라누마 내각                    | 히라누마 내각                                | 1939년 1월 5일~1939년 8월 30일    |                                  |                   |
| 40대      | 아오키 가즈오 (青木一男)         | 아베 노부유키 내각               | 아베 노부유키 내각                           | 1939년 8월 30일~1940년 1월 16일   |                                  |                   |
| 41대      | 사쿠라우치 유키오 (櫻内幸雄)     | 요나이 내각                      | 요나이 내각                                  | 1940년 1월 16일~1940년 7월 22일   | 입헌민정당                       |                   |
| 42대      | 가와다 이사오 (河田烈)           | 제2차 고노에 내각                | 제2차 고노에 내각                            | 1940년 7월 22일~1941년 7월 18일   |                                  |                   |
| 43대      | 오구라 마사쓰네 (小倉正恒)       | 제3차 고노에 내각                | 제3차 고노에 내각                            | 1941년 7월 18일~1941년 10월 18일  |                                  |                   |
| 44대      | 가야 오키노리 (賀屋興宣)         | 도조 내각                        | 도조 내각                                    | 1941년 10월 18일~1944년 2월 19일  |                                  |                   |
| 45대      | 이시와타 소타로 (石渡荘太郎)     | 도조 내각                        | 도조 내각                                    | 1944년 2월 19일~1944년 7월 22일   |                                  |                   |
| 45대      | 이시와타 소타로 (石渡荘太郎)     | 고이소 내각                      | 고이소 내각                                  | 1944년 7월 22일~1945년 2월 21일   |                                  |                   |
| 46대      | 쓰시마 주이치 (津島壽一)         | 고이소 내각                      | 고이소 내각                                  | 1945년 2월 21일~1945년 4월 7일    |                                  |                   |
| 47대      | 히로세 도요사쿠 (広瀬豊作)       | 스즈키 간타로 내각               | 스즈키 간타로 내각                           | 1945년 4월 7일~1945년 8월 17일    |                                  |                   |
| 48대      | 쓰시마 주이치 (津島壽一)         | 히가시쿠니노미야 내각            | 히가시쿠니노미야 내각                        | 1945년 8월 17일~1945년 10월 9일   |                                  |                   |
| 49대      | 시부사와 게이조 (渋沢敬三)       | 시데하라 내각                    | 시데하라 내각                                | 1945년 10월 9일~1946년 5월 22일   |                                  |                   |
| 50대      | 이시바시 단잔 (石橋湛山)         | 제1차 요시다 내각                | 제1차 요시다 내각                            | 1946년 5월 22일~1947년 5월 24일   |                                  |                   |
| 임시 대리 | 가타야마 데쓰 (片山哲)           | 가타야마 내각                    | 가타야마 내각                                | 1947년 5월 24일~1947년 6월 1일    | 일본사회당                       | 내각총리대신 겸임 |
| 51대      | 야노 쇼타로 (矢野庄太郎)         | 가타야마 내각                    | 가타야마 내각                                | 1947년 6월 1일~1947년 6월 25일    | 민주당                           |                   |
| 52대      | 구루스 다케오 (栗栖赳夫)         | 가타야마 내각                    | 가타야마 내각                                | 1947년 6월 25일~1948년 3월 10일   |                                  |                   |
| 53대      | 기타무라 도쿠타로 (北村徳太郎)   | 아시다 내각                      | 아시다 내각                                  | 1948년 3월 10일~1948년 10월 15일  | 민주당                           |                   |
| 임시 겸임 | 요시다 시게루 (吉田茂)           | 제2차 요시다 내각                | 제2차 요시다 내각                            | 1948년 10월 15일~1948년 10월 19일 |                                  | 내각총리대신 겸임 |
| 54대      | 이즈미야마 산로쿠 (泉山三六)     | 제2차 요시다 내각                | 제2차 요시다 내각                            | 1948년 10월 19일~1948년 12월 14일 | 민주자유당                       |                   |
| 임시 대리 | 오야 신조 (大屋晋三)             | 제2차 요시다 내각                | 제2차 요시다 내각                            | 1948년 12월 14일~1949년 2월 16일  | 민주자유당                       |                   |
| 55대      | 이케다 하야토 (池田勇人)         | 제3차 요시다 내각                | 제3차 요시다 내각                            | 1949년 2월 16일~1950년 6월 28일   | 자유당                           |                   |
| 55대      | 이케다 하야토 (池田勇人)         |                                  | 제3차 요시다 내각 제1차 개조내각             | 1950년 6월 28일~1951년 7월 4일    | 자유당                           |                   |
| 55대      | 이케다 하야토 (池田勇人)         |                                  | 제3차 요시다 내각 제2차 개조내각             | 1951년 7월 4일~1951년 12월 26일   | 자유당                           |                   |
| 55대      | 이케다 하야토 (池田勇人)         |                                  | 제3차 요시다 내각 제3차 개조내각             | 1951년 12월 26일~1952년 10월 30일 | 자유당                           |                   |
| 56대      | 무카이 다다하루 (向井忠晴)       | 제4차 요시다 내각                | 제4차 요시다 내각                            | 1952년 10월 30일~1953년 5월 21일  | 무소속                           |                   |
| 57대      | 오가사와라 산쿠로 (小笠原三九郎) | 제5차 요시다 내각                | 제5차 요시다 내각                            | 1953년 5월 21일~1954년 12월 10일  | 자유당                           |                   |
| 58대      | 이치마다 히사토 (一万田尚登)     | 제1차 하토야마 이치로 내각       | 제1차 하토야마 이치로 내각                   | 1954년 12월 10일~1955년 3월 19일  | 무소속                           |                   |
| 58대      | 이치마다 히사토 (一万田尚登)     | 제2차 하토야마 이치로 내각       | 제2차 하토야마 이치로 내각                   | 1955년 3월 19일~1955년 11월 22일  | 자유민주당                       |                   |
| 58대      | 이치마다 히사토 (一万田尚登)     | 제3차 하토야마 이치로 내각       | 제3차 하토야마 이치로 내각                   | 1955년 11월 22일~1956년 12월 23일 | 자유민주당                       |                   |
| 61대      | 이케다 하야토 (池田勇人)         | 이시바시 내각                    | 이시바시 내각                                | 1956년 12월 23일~1957년 2월 25일  | 자유민주당                       |                   |
| 62대      | 이케다 하야토 (池田勇人)         | 제1차 기시 내각                  | 제1차 기시 내각                              | 1957년 2월 25일~1957년 7월 10일   | 자유민주당                       |                   |
| 63대      | 이치마다 히사토 (一万田尚登)     | 제1차 기시 내각 개조내각         | 제1차 기시 내각 개조내각                     | 1957년 7월 10일~1958년 6월 12일   | 자유민주당                       |                   |
| 64대      | 사토 에이사쿠 (佐藤栄作)         | 제2차 기시 내각                  | 제2차 기시 내각                              | 1958년 6월 12일~1959년 6월 18일   | 자유민주당                       |                   |
| 64대      | 사토 에이사쿠 (佐藤栄作)         |                                  | 제2차 기시 내각 개조내각                     | 1959년 6월 18일~1960년 7월 19일   | 자유민주당                       |                   |
| 65대      | 미즈타 미키오 (水田三喜男)       | 제1차 이케다 내각                | 제1차 이케다 내각                            | 1960년 7월 19일~1960년 12월 8일   | 자유민주당                       |                   |
| 66대      | 미즈타 미키오 (水田三喜男)       | 제2차 이케다 내각                | 제2차 이케다 내각                            | 1960년 12월 8일~1961년 7월 18일   | 자유민주당                       |                   |
| 66대      | 미즈타 미키오 (水田三喜男)       |                                  | 제2차 이케다 내각 제1차 개조내각             | 1961년 7월 18일~1962년 7월 18일   | 자유민주당                       |                   |
| 67대      | 다나카 가쿠에이 (田中角栄)       |                                  | 제2차 이케다 내각 제2차 개조내각             | 1962년 7월 18일~1963년 7월 18일   | 자유민주당                       |                   |
| 67대      | 다나카 가쿠에이 (田中角栄)       |                                  | 제2차 이케다 내각 제3차 개조내각             | 1963년 7월 18일~1963년 12월 9일   | 자유민주당                       |                   |
| 68대      | 다나카 가쿠에이 (田中角栄)       | 제3차 이케다 내각                | 제3차 이케다 내각                            | 1963년 12월 9일~1964년 7월 18일   | 자유민주당                       |                   |
| 68대      | 다나카 가쿠에이 (田中角栄)       |                                  | 제3차 이케다 내각 개조내각                   | 1964년 7월 18일~1964년 11월 9일   | 자유민주당                       |                   |
| 69대      | 다나카 가쿠에이 (田中角栄)       | 제1차 사토 내각                  | 제1차 사토 내각                              | 1964년 11월 9일~1965년 6월 3일    | 자유민주당                       |                   |
| 70대      | 후쿠다 다케오 (福田赳夫)         |                                  | 제1차 사토 내각 제1차 개조내각               | 1965년 6월 3일~1966년 8월 1일     | 자유민주당                       |                   |
| 70대      | 후쿠다 다케오 (福田赳夫)         |                                  | 제1차 사토 내각 제2차 개조내각               | 1966년 8월 1일~1966년 12월 3일    | 자유민주당                       |                   |
| 71대      | 미즈타 미키오 (水田三喜男)       |                                  | 제1차 사토 내각 제3차 개조내각               | 1966년 12월 3일~1967년 2월 17일   | 자유민주당                       |                   |
| 72대      | 미즈타 미키오 (水田三喜男)       | 제2차 사토 내각                  | 제2차 사토 내각                              | 1967년 2월 17일~1967년 11월 25일  | 자유민주당                       |                   |
| 72대      | 미즈타 미키오 (水田三喜男)       |                                  | 제2차 사토 내각 제1차 개조내각               | 1967년 11월 25일~1968년 11월 30일 | 자유민주당                       |                   |
| 73대      | 후쿠다 다케오 (福田赳夫)         |                                  | 제2차 사토 내각 제2차 개조내각               | 1968년 11월 30일~1970년 1월 14일  | 자유민주당                       |                   |
| 74대      | 후쿠다 다케오 (福田赳夫)         | 제3차 사토 내각                  | 제3차 사토 내각                              | 1970년 1월 14일~1971년 7월 5일    | 자유민주당                       |                   |
| 75대      | 미즈타 미키오 (水田三喜男)       |                                  | 제3차 사토 내각 개조내각                     | 1971년 7월 5일~1972년 7월 7일     | 자유민주당                       |                   |
| 76대      | 우에키 고시로 (植木庚子郎)       | 제1차 다나카 가쿠에이 내각       | 제1차 다나카 가쿠에이 내각                   | 1972년 7월 7일~1972년 12월 22일   | 자유민주당                       |                   |
| 77대      | 아이치 기이치 (愛知揆一)         | 제2차 다나카 가쿠에이 내각       | 제2차 다나카 가쿠에이 내각                   | 1972년 12월 22일~1973년 11월 23일 | 자유민주당                       |                   |
| 임시 대리 | 다나카 가쿠에이 (田中角栄)       | 제2차 다나카 가쿠에이 내각       | 제2차 다나카 가쿠에이 내각                   | 1973년 11월 23일~1973년 11월 25일 | 자유민주당                       |                   |
| 78대      | 후쿠다 다케오 (福田赳夫)         |                                  | 제2차 다나카 가쿠에이 내각 제1차 개조내각    | 1973년 11월 25일~1974년 7월 16일  | 자유민주당                       |                   |
| 79대      | 오히라 마사요시 (大平正芳)       | 1974년 7월 16일~1974년 11월 11일 | 제2차 다나카 가쿠에이 내각 제1차 개조내각    | 자유민주당                        |                                  |                   |
| 79대      | 오히라 마사요시 (大平正芳)       |                                  | 제2차 다나카 가쿠에이 내각 제2차 개조내각    | 자유민주당                        | 1974년 11월 11일~1974년 12월 9일 |                   |
| 80대      | 오히라 마사요시 (大平正芳)       | 미키 내각                        | 미키 내각                                    | 자유민주당                        | 1974년 12월 9일~1976년 9월 15일  |                   |
| 80대      | 오히라 마사요시 (大平正芳)       |                                  | 미키 내각 개조내각                           | 자유민주당                        | 1976년 9월 15일~1976년 12월 24일 |                   |
| 81대      | 보 히데오 (坊秀男)               | 후쿠다 다케오 내각               | 후쿠다 다케오 내각                           | 1976년 12월 24일~1977년 11월 28일 | 자유민주당                       |                   |
| 82대      | 무라야마 다쓰오 (村山達雄)       |                                  | 후쿠다 다케오 내각 개조내각                  | 1977년 11월 28일~1978년 12월 7일  | 자유민주당                       |                   |
| 83대      | 가네코 잇페이 (金子一平)         | 제1차 오히라 내각                | 제1차 오히라 내각                            | 1978년 12월 7일~1979년 11월 9일   | 자유민주당                       |                   |
| 84대      | 다케시타 노보루 (竹下登)         | 제2차 오히라 내각                | 제2차 오히라 내각                            | 1979년 11월 9일~1980년 7월 17일   | 자유민주당                       |                   |
| 85대      | 와타나베 미치오 (渡辺美智雄)     | 스즈키 젠코 내각                 | 스즈키 젠코 내각                             | 1980년 7월 17일~1981년 11월 30일  | 자유민주당                       |                   |
| 85대      | 와타나베 미치오 (渡辺美智雄)     |                                  | 스즈키 젠코 내각 개조내각                    | 1981년 11월 30일~1982년 11월 27일 | 자유민주당                       |                   |
| 86대      | 다케시타 노보루 (竹下登)         | 제1차 나카소네 내각              | 제1차 나카소네 내각                          | 1982년 11월 27일~1983년 12월 27일 | 자유민주당                       |                   |
| 87대      | 다케시타 노보루 (竹下登)         | 제2차 나카소네 내각              | 제2차 나카소네 내각                          | 1983년 12월 27일~1984년 11월 1일  | 자유민주당                       |                   |
| 87대      | 다케시타 노보루 (竹下登)         |                                  | 제2차 나카소네 내각 제1차 개조내각           | 1984년 11월 1일~1985년 12월 28일  | 자유민주당                       |                   |
| 87대      | 다케시타 노보루 (竹下登)         |                                  | 제2차 나카소네 내각 제2차 개조내각           | 1985년 12월 28일~1986년 7월 22일  | 자유민주당                       |                   |
| 88대      | 미야자와 기이치 (宮澤喜一)       | 제3차 나카소네 내각              | 제3차 나카소네 내각                          | 1986년 7월 22일~1987년 11월 6일   | 자유민주당                       |                   |
| 89대      | 미야자와 기이치 (宮澤喜一)       | 다케시타 내각                    | 다케시타 내각                                | 1987년 11월 6일~1988년 12월 9일   | 자유민주당                       |                   |
| 90대      | 다케시타 노보루 (竹下登)         | 다케시타 내각                    | 다케시타 내각                                | 1988년 12월 9일~1988년 12월 24일  | 자유민주당                       |                   |
| 91대      | 무라야마 다쓰오 (村山達雄)       |                                  | 다케시타 내각 개조내각                       | 1988년 12월 24일~1989년 6월 3일   | 자유민주당                       |                   |
| 92대      | 무라야마 다쓰오 (村山達雄)       | 우노 내각                        | 우노 내각                                    | 1989년 6월 3일~1989년 8월 10일    | 자유민주당                       |                   |
| 93대      | 하시모토 류타로 (橋本龍太郎)     | 제1차 가이후 내각                | 제1차 가이후 내각                            | 1989년 8월 10일~1990년 2월 28일   | 자유민주당                       |                   |
| 94대      | 하시모토 류타로 (橋本龍太郎)     | 제2차 가이후 내각                | 제2차 가이후 내각                            | 1990년 2월 28일~1990년 12월 29일  | 자유민주당                       |                   |
| 94대      | 하시모토 류타로 (橋本龍太郎)     |                                  | 제2차 가이후 내각 개조내각                   | 1990년 12월 29일~1991년 10월 14일 | 자유민주당                       |                   |
| 95대      | 가이후 도시키 (海部俊樹)         | 1991년 10월 14일~1991년 11월 5일 | 제2차 가이후 내각 개조내각                   | 자유민주당                        |                                  |                   |
| 96대      | 하타 쓰토무 (羽田孜)             | 미야자와 내각                    | 미야자와 내각                                | 1991년 11월 5일~1992년 12월 12일  | 자유민주당                       |                   |
| 97대      | 하야시 요시로 (林義郎)           |                                  | 미야자와 내각 개조내각                       | 1992년 12월 12일~1993년 8월 9일   | 자유민주당                       |                   |
| 98대      | 후지이 히로히사 (藤井裕久)       | 호소카와 내각                    | 호소카와 내각                                | 1993년 8월 9일~1994년 4월 28일    | 신생당                           |                   |
| 99대      | 후지이 히로히사 (藤井裕久)       | 하타 내각                        | 하타 내각                                    | 1994년 4월 28일~1994년 6월 30일   | 신생당                           |                   |
| 100대     | 다케무라 마사요시 (武村正義)     | 무라야마 내각                    | 무라야마 내각                                | 1994년 6월 30일~1995년 8월 8일    | 신당사키가게                     |                   |
| 100대     | 다케무라 마사요시 (武村正義)     |                                  | 무라야마 내각 개조내각                       | 1995년 8월 8일~1996년 1월 11일    | 신당사키가게                     |                   |
| 101대     | 구보 와타루 (久保亘)             | 제1차 하시모토 내각              | 제1차 하시모토 내각                          | 1996년 1월 11일~1996년 11월 7일   | 사회민주당                       |                   |
| 102대     | 미쓰즈카 히로시 (三塚博)         | 제2차 하시모토 내각              | 제2차 하시모토 내각                          | 1996년 11월 7일~1998년 1월 28일   | 자유민주당                       |                   |
| 102대     | 미쓰즈카 히로시 (三塚博)         |                                  | 제2차 하시모토 내각 개조내각                 | 1997년 9월 11일~1998년 1월 28일   | 자유민주당                       |                   |
| 103대     | 하시모토 류타로 (橋本龍太郎)     | 1998년 1월 28일~1998년 1월 30일  | 제2차 하시모토 내각 개조내각                 | 자유민주당                        |                                  |                   |
| 104대     | 마쓰나가 히카루 (松永光)         | 1998년 1월 30일~1998년 7월 30일  | 제2차 하시모토 내각 개조내각                 | 자유민주당                        |                                  |                   |
| 105대     | 미야자와 기이치 (宮澤喜一)       | 오부치 내각                      | 오부치 내각                                  | 1998년 7월 30일~1999년 1월 14일   | 자유민주당                       |                   |
| 105대     | 미야자와 기이치 (宮澤喜一)       |                                  | 오부치 내각 제1차 개조내각                   | 1999년 1월 14일~1999년 10월 5일   | 자유민주당                       |                   |
| 105대     | 미야자와 기이치 (宮澤喜一)       |                                  | 오부치 내각 제2차 개조내각                   | 1999년 10월 5일~2000년 4월 5일    | 자유민주당                       |                   |
| 106대     | 미야자와 기이치 (宮澤喜一)       | 제1차 모리 내각                  | 제1차 모리 내각                              | 2000년 4월 5일~2000년 7월 4일     | 자유민주당                       |                   |
| 107대     | 미야자와 기이치 (宮澤喜一)       | 제2차 모리 내각                  | 제2차 모리 내각                              | 2000년 7월 4일~2001년 1월 6일     | 자유민주당                       |                   |
| 107대     | 미야자와 기이치 (宮澤喜一)       |                                  | 제2차 모리 내각 개조내각 (중앙 성청 개편 전) | 2000년 12월 5일~2001년 1월 6일    | 자유민주당                       |                   |

### 재무대신
| 대수 | 이름                           | 내각                 | 내각                                         | 임기                             | 소속 정당  | 비고                                                     |
| ---- | ------------------------------ | -------------------- | -------------------------------------------- | -------------------------------- | ---------- | -------------------------------------------------------- |
| 초대 | 미야자와 기이치 (宮澤喜一)     |                      | 제2차 모리 내각 개조내각 (중앙 성청 개편 후) | 2001년 1월 6일~2001년 4월 26일   | 자유민주당 |                                                          |
| 2대  | 시오카와 마사주로 (塩川正十郎) | 제1차 고이즈미 내각  | 제1차 고이즈미 내각                          | 2001년 4월 26일~2002년 9월 30일  | 자유민주당 |                                                          |
| 2대  | 시오카와 마사주로 (塩川正十郎) |                      | 제1차 고이즈미 내각 제1차 개조내각           | 2002년 9월 30일~2003년 9월 22일  | 자유민주당 |                                                          |
| 3대  | 다니가키 사다카즈 (谷垣禎一)   |                      | 제1차 고이즈미 내각 제2차 개조내각           | 2003년 9월 22일~2003년 11월 19일 | 자유민주당 |                                                          |
| 4대  | 다니가키 사다카즈 (谷垣禎一)   | 제2차 고이즈미 내각  | 제2차 고이즈미 내각                          | 2003년 11월 19일~2004년 9월 27일 | 자유민주당 |                                                          |
| 4대  | 다니가키 사다카즈 (谷垣禎一)   |                      | 제2차 고이즈미 내각 개조내각                 | 2004년 9월 27일~2005년 9월 21일  | 자유민주당 |                                                          |
| 5대  | 다니가키 사다카즈 (谷垣禎一)   | 제3차 고이즈미 내각  | 제3차 고이즈미 내각                          | 2005년 9월 21일~2005년 10월 31일 | 자유민주당 |                                                          |
| 5대  | 다니가키 사다카즈 (谷垣禎一)   |                      | 제3차 고이즈미 내각 개조내각                 | 2005년 10월 31일~2006년 9월 26일 | 자유민주당 |                                                          |
| 6대  | 오미 고지 (尾身幸次)           | 제1차 아베 신조 내각 | 제1차 아베 신조 내각                         | 2006년 9월 26일~2007년 8월 27일  | 자유민주당 |                                                          |
| 7대  | 누카가 후쿠시로 (額賀福志郎)   |                      | 제1차 아베 신조 내각 개조내각                | 2007년 8월 27일~2007년 9월 26일  | 자유민주당 |                                                          |
| 8대  | 누카가 후쿠시로 (額賀福志郎)   | 후쿠다 야스오 내각   | 후쿠다 야스오 내각                           | 2007년 9월 26일~2008년 8월 2일   | 자유민주당 |                                                          |
| 9대  | 이부키 분메이 (伊吹文明)       |                      | 후쿠다 야스오 내각 개조내각                  | 2008년 8월 2일~2008년 9월 24일   | 자유민주당 |                                                          |
| 10대 | 나카가와 쇼이치 (中川昭一)     | 아소 내각            | 아소 내각                                    | 2008년 9월 24일~2009년 2월 17일  | 자유민주당 | 내각부특명담당대신 (금융담당) 겸임                       |
| 11대 | 요사노 가오루 (与謝野馨)       | 아소 내각            | 아소 내각                                    | 2009년 2월 17일~2009년 9월 16일  | 자유민주당 | 내각부특명담당대신 (금융담당, 경제재정정책담당대신) 겸임 |
| 12대 | 후지이 히로히사 (藤井裕久)     | 하토야마 유키오 내각 | 하토야마 유키오 내각                         | 2009년 9월 16일~2010년 1월 7일   | 민주당     |                                                          |
| 13대 | 간 나오토 (菅直人)             | 하토야마 유키오 내각 | 하토야마 유키오 내각                         | 2010년 1월 7일~2010년 6월 8일    | 민주당     | 내각부특명담당대신 (경제재정정책담당대신) 겸임           |
| 14대 | 노다 요시히코 (野田佳彦)       | 간 내각              | 간 내각                                      | 2010년 6월 8일~2010년 9월 7일    | 민주당     |                                                          |
| 14대 | 노다 요시히코 (野田佳彦)       |                      | 간 내각 제1차 개조내각                       | 2010년 9월 17일~2011년 1월 14일  | 민주당     |                                                          |
| 14대 | 노다 요시히코 (野田佳彦)       |                      | 간 내각 제2차 개조내각                       | 2011년 1월 14일~2011년 9월 2일   | 민주당     |                                                          |
| 15대 | 아즈미 준 (安住淳)             | 노다 내각            | 노다 내각                                    | 2011년 9월 2일~2012년 10월 1일   | 민주당     |                                                          |
| 15대 | 아즈미 준 (安住淳)             |                      | 노다 내각 제1차 개조내각                     | 2012년 1월 13일~2012년 6월 4일   | 민주당     |                                                          |
| 15대 | 아즈미 준 (安住淳)             |                      | 노다 내각 제2차 개조내각                     | 2012년 6월 4일~2012년 10월 1일   | 민주당     |                                                          |
| 16대 | 조지마 고리키 (城島光力)       |                      | 노다 내각 제3차 개조내각                     | 2012년 10월 1일~2012년 12월 26일 | 민주당     |                                                          |
| 17대 | 아소 다로 (麻生太郎)           | 제2차 아베 신조 내각 | 제2차 아베 신조 내각                         | 2012년 12월 26일~2014년 9월 3일  | 자유민주당 | 내각부특명담당대신 (금융담당) 겸임                       |
| 17대 | 아소 다로 (麻生太郎)           |                      | 제2차 아베 신조 내각 개조내각                | 2014년 9월 3일~2014년 12월 24일  | 자유민주당 | 내각부특명담당대신 (금융담당) 겸임                       |
| 18대 | 아소 다로 (麻生太郎)           | 제3차 아베 신조 내각 | 제3차 아베 신조 내각                         | 2014년 12월 24일~2015년 10월 7일 | 자유민주당 | 내각부특명담당대신 (금융담당) 겸임                       |
| 18대 | 아소 다로 (麻生太郎)           |                      | 제3차 아베 신조 내각 제1차 개조내각          | 2015년 10월 7일~2016년 8월 3일   | 자유민주당 | 내각부특명담당대신 (금융담당) 겸임                       |
| 18대 | 아소 다로 (麻生太郎)           |                      | 제3차 아베 신조 내각 제2차 개조내각          | 2016년 8월 3일~2017년 8월 3일    | 자유민주당 | 내각부특명담당대신 (금융담당) 겸임                       |
| 18대 | 아소 다로 (麻生太郎)           |                      | 제3차 아베 신조 내각 제3차 개조내각          | 2017년 8월 3일~2017년 11월 1일   | 자유민주당 | 내각부특명담당대신 (금융담당) 겸임                       |
| 19대 | 아소 다로 (麻生太郎)           | 제4차 아베 신조 내각 | 제4차 아베 신조 내각                         | 2017년 11월 1일~2018년 10월 2일  | 자유민주당 | 내각부특명담당대신 (금융담당) 겸임                       |
| 19대 | 아소 다로 (麻生太郎)           |                      | 제4차 아베 신조 내각 제1차 개조내각          | 2018년 10월 2일~2019년 9월 11일  | 자유민주당 | 내각부특명담당대신 (금융담당) 겸임                       |
| 19대 | 아소 다로 (麻生太郎)           |                      | 제4차 아베 신조 내각 제2차 개조내각          | 2019년 9월 11일~2020년 9월 16일  | 자유민주당 | 내각부특명담당대신 (금융담당) 겸임                       |
| 20대 | 아소 다로 (麻生太郎)           | 스가 내각            | 스가 내각                                    | 2020년 9월 16일~2021년 10월 4일  | 자유민주당 | 내각부특명담당대신 (금융담당) 겸임                       |
| 21대 | 스즈키 슌이치 (鈴木俊一)       | 제1차 기시다 내각    | 제1차 기시다 내각                            | 2021년 10월 4일~2021년 11월 10일 | 자유민주당 | 내각부특명담당대신 (금융담당) 겸임                       |
| 22대 | 스즈키 슌이치 (鈴木俊一)       | 제2차 기시다 내각    | 제2차 기시다 내각                            | 2021년 11월 10일~2022년 8월 10일 | 자유민주당 | 내각부특명담당대신 (금융담당) 겸임                       |
| 22대 | 스즈키 슌이치 (鈴木俊一)       |                      | 제2차 기시다 개조내각                        | 2022년 8월 10일~                 | 자유민주당 | 내각부특명담당대신 (금융담당) 겸임                       |

## 같이 보기
- 일본 재무성
- 일본 재무부대신